# Warfaryna
Warfaryna – organiczny związek chemiczny, pochodna kumaryny, będąca antagonistą witaminy K. Jest używana w medycynie jako doustny środek przeciwzakrzepowy. Warfaryna hamuje proces tworzenia aktywnej formy witaminy K. Jest związkiem chiralnym, produkt farmaceutyczny jest mieszaniną racemiczną obu enancjomerów.

## Działanie
Działa w wyniku hamowania w wątrobie syntezy aktywnych postaci czynników krzepnięcia zależnych od witaminy K (II, VII, IX, X). Występuje w postaci dwóch izomerów: S-warfaryna działa 5-krotnie silniej niż R-warfaryna.

## Farmakokinetyka
Warfaryna podana doustnie powoduje hipoprotrombinemię między 36 h a 72 h. Działanie leku może utrzymywać się przez 4–5 dni po zakończeniu leczenia. Wchłania się prawie całkowicie z przewodu pokarmowego. W 97% łączy się z białkami. Czynna jest wyłącznie frakcja wolna. Warfaryna jest metabolizowana w wątrobie przy udziale CYP2C9 (S-warfaryna) oraz CYP1A2 i CYP3A (R-warfaryna) do nieczynnych metabolitów wydalanych z moczem. Okres półtrwania w fazie eliminacji S-warfaryny wynosi od 18 h do 35 h, a R-warfaryny od 20 h do 70 h. Średni okres półtrwania w fazie eliminacji warfaryny wynosi 40 h. Warfaryna przenika przez barierę łożyskową. Większość źródeł podaje, że lek nie przedostaje się do mleka kobiet karmiących.

## Wskazania do zastosowania
- leczenie oraz zapobieganie zakrzepicy żył głębokich i zatorowości płucnej
- wtórne zapobieganie zawałowi mięśnia sercowego i zapobieganie powikłaniom zakrzepowo-zatorowym (udar lub zator w krążeniu obwodowym) po zawale mięśnia sercowego
- zapobieganie powikłaniom zakrzepowo-zatorowym (udar lub zator w krążeniu obwodowym) u pacjentów z migotaniem przedsionków, z patologią zastawek lub po protezowaniu zastawek serca

## Przeciwwskazania
- ciąża od 6 do 12 tygodnia i po upływie połowy III trymestru
- koagulopatie (np. choroba von Willebranda, hemofilie, małopłytkowość, trombocytopatie)
- ciężka niewydolność i marskość wątroby
- nieleczone lub niekontrolowane nadciśnienie tętnicze
- przebyte ostatnio krwawienie wewnątrzczaszkowe, stany predysponujące do krwawień wewnątrzczaszkowych (np. tętniaki tętnic mózgowych) lub krwawień z przewodu pokarmowego czy dróg moczowych
- tendencja do częstych upadków
- zabiegi chirurgiczne w obrębie OUN lub oka
- infekcyjne zapalenie wsierdzia
- wysięk osierdziowy
- zespół dementywny
- psychozy
- alkoholizm

## Dawkowanie
Dawkowanie jest ustalane indywidualnie i w trakcie leczenia może wymagać modyfikacji dawki warfaryny w celu uzyskania optymalnego efektu przeciwkrzepliwego.
Dawka początkowa dla osoby dorosłej wynosi 5–10 mg. Mniejszą dawkę początkową stosuje się u osób które w momencie rozpoczęcia leczenia mają wydłużony czas protrombinowy, nieprawidłowe wyniki prób wątrobowych, niewydolność serca, niedowagę; są żywieni pozajelitowo, przyjmują leki zwiększające poziom warfaryny we krwi i u osób starszych.
Pełne działanie leku obserwowane jest z reguły dopiero po 2–3 dniach. Z tego względu, jeśli pacjent wymaga natychmiastowego działania przeciwzakrzepowego powinno się zastosować drobnocząsteczkowe heparyny, a nie leki doustne. U pacjentów niewymagających natychmiastowego działania można stopniowo zwiększać dawkę warfaryny.
Dawka podtrzymująca mieści się zwykle w granicach od 3 do 9 mg dziennie, przyjmowanych jednorazowo, codziennie o tej samej porze. Dawkę dostosowuje się w zależności od czasu protrombinowego pacjenta. W okresie stabilizowania pacjenta czas protrombinowy (wyrażony jako INR) powinno się mierzyć codziennie albo co drugi dzień, w miarę postępów leczenia INR należy określać co kilka tygodni. Pacjenci przyjmujący dobrze dobraną, stałą dawkę warfaryny powinni być monitorowani co 3 miesiące.
Wartości INR, do których dąży się w terapii różnych chorób są następujące (wyższa wartość INR oznacza dłuższy czas krzepnięcia):
- INR = 2,5 w terapii: zakrzepicy żył głębokich, zatorach płucnych, migotania przedsionków oraz przed i po kardiowersji elektrycznej
- INR = 3 po wstawieniu sztucznych zastawek serca
- INR = 3,5 w terapii: nawracającej zakrzepicy żył głębokich i zatorach płucnych oraz po wstawieniu sztucznej zastawki dwudzielnej

Znaczne wydłużenie czasu protrombinowego, a zatem zwiększenie wartości INR grozi wystąpieniem niebezpiecznych krwawień. W przypadku wystąpienia dużego krwawienia oraz gdy INR jest większy od 5 warfarynę powinno się odstawić. Jeśli występują krwawienia i INR jest większy od 5 oraz jeśli INR jest większy od 8 (niezależnie od wystąpienia krwawień) należy dodatkowo podać witaminę K jako antidotum.

## Ciąża
Warfaryna ma działanie teratogenne i nie powinna być stosowana w ciąży. Poza ryzykiem deformacji płodu, lek ten stosowany w trzecim trymestrze ciąży grozi krwawieniami łożyska, płodu i matki.

## Historia
Na początku lat 20. XX wieku w północnych Stanach Zjednoczonych i Kanadzie wybuchła epidemia nieznanej wcześniej krwotocznej choroby bydła.
Kanadyjski lekarz weterynarii prof. Frank W. Schofield odkrył, że bydło spożywało pokrytą pleśnią kiszonkę z koniczyną i to powodowało krwawienia.
Do lat 40. XX wieku nieznana była substancja odpowiedzialna za wywoływanie krwawień. W 1933 r. laboratorium chemiczne Karla Paula Linka z University of Wisconsin zapoczątkowało badania mające na celu izolację czynnika krwotocznego z psującej się kiszonki z koniczyny. Lata badań zaowocowały wyizolowaniem i określeniem struktury tego czynnika – była nim 3,3'-metylenobis-4-hydroksykumaryna, nazwana później dikumarolem. Udało się też wkrótce zsyntetyzować ten związek chemiczny, co doprowadziło do zastosowania pochodnych dikumarolu jako leków przeciwkrzepliwych.
Początkowo warfaryna znalazła zastosowanie komercyjne w USA w 1948 r. jako trutka na szczury. W 1954 r. warfaryna została zatwierdzona do użytku medycznego na terenie Stanów Zjednoczonych jako lek przeciwzakrzepowy.
Ze względu na swoje znaczenie warfaryna znalazła się na liście leków podstawowych Światowej Organizacji Zdrowia
(WHO). Cena miesięcznej kuracji tym lekiem w krajach rozwijających się wynosi między 1,12 do 7,20 dolarów amerykańskich, a w USA poniżej 25 USD. W 2016 r. w USA sprzedano 18 mln recept na warfarynę i był to 41. najczęściej przepisywany lek.
Nazwa Warfarin jest akronimem pochodzącym od Wisconsin Alumni Research Foundation, właściciela patentu na ten lek.
Na polskim rynku farmaceutycznym warfaryna pojawiła się dopiero w 2006 roku, wcześniej dostępny był acenocumarol.

## Interakcje

### Środki nasilające działanie warfaryny
- allopurynol, amiodaron, amoksycylina, argatroban(inne języki), azapropazon(inne języki), azytromycyna, bezafibrat, celekoksyb, wodzian chloralu, cefamandol, cefaleksyna, cefmenoksym(inne języki), cefmetazol(inne języki), cefoperazon, cefuroksym, chinina, chinidyna, cymetydyna, cyprofloksacyna, cyklofosfamid, dekstropropoksyfen, dekstrotyroksyna(inne języki), digoksyna, disulfiram, doksycyklina, erytromycyna, etopozyd, fenofibrat, fenylbutazon, feprazon(inne języki), flukonazol, fluorouracyl, flutamid, fluwastatyna, gemfibrozyl, grepafloksacyna(inne języki), indometacyna, interferon alfa i beta, ifosfamid, izoniazyd, itrakonazol, karboksyurydyna(inne języki), klarytromycyna, ketokonazol, klofibrat, kodeina, kwas acetylosalicylowy, kwas walproinowy, latamoksef(inne języki), leflunomid, lepirudyna(inne języki), lewofloksacyna, lowastatyna, metolazon, metotreksat, metronidazol, mikonazol (również żel doustny), kwas nalidyksowy, norfloksacyna, ofloksacyna, omeprazol, oksyfenbutazon(inne języki), paracetamol (działanie ujawnia się po 1-2 tygodniach ciągłego stosowania), piroksykam, proguanil, propafenon, propranolol, rofekoksyb, roksytromycyna, simwastatyna, sulfafurazol(inne języki), sulfametizol, kotrimoksazol (sulfametoksazol + trimetoprym), sulfafenazol(inne języki), sulfinpirazon(inne języki), sulfofenur, sulindak(inne języki), hormony steroidowe (anaboliczne i androgenne), szczepionka przeciw grypie, tamoksyfen, tegafur(inne języki), tetracyklina, tolmetyna(inne języki), trastuzumab, troglitazon(inne języki), witamina A, witamina E, zafirlukast[14][15]
- miłorząb (Ginkgo biloba), czosnek (Allium sativum), arcydzięgiel (Angelica sinensis) – zawiera kumaryny, papaja (Carica papaya), szałwia (Salvia miltiorhiza) – hamuje eliminację warfaryny[14]

### Środki osłabiające działanie warfaryny
- azatiopryna, barbiturany, chlordiazepoksyd, chlortalidon, cyklosporyna, dikloksacylina, dizopiramid, fenobarbital, gryzeofulwina, izoniazyd, karbamazepina, kloksacylina, merkaptopuryna, mesalazyna, mitotan, nafcylina(inne języki), newirapina, prymidon(inne języki), ryfampicyna, spironolakton, trazodon, witamina C[14]
- żeń-szeń (Panax spp.), dziurawiec zwyczajny (Hypericum perforatum)
- dieta zawierająca duże ilości witaminy K (najobfitszymi źródłami witaminy K są zielone warzywa i liście, takie jak: liście szartatu, awokado, brokuły, brukselka, kapusta, olej rzepakowy, liść kolczocha jadalnego, szczypior, kolendra, skórka ogórka (ale nie ogórek bez skórki), cykoria, liście kapusty włoskiej, owoc kiwi, liście sałaty, liście mięty, gorczyca sarepska, oliwa z oliwek, pietruszka, groszek, orzeszki pistacjowe, wodorosty purpurowe, liście szpinaku, młoda cebula, soja, olej sojowy, liście zielonej herbaty, rzepa, rzeżucha)[14]

## Działania niepożądane
- często występujące (1–10%): krwawienia, nudności, wymioty, biegunka
- rzadko występujące (0,01–0,1%): martwica kumarynowa naskórka, zespół purpurowego palucha
- bardzo rzadko występujące (<0,01%): zapalenie naczyń, zwapnienia tchawiczne, przemijający wzrost aktywności enzymów wątrobowych, cholestatyczne zapalenie wątroby, przemijające łysienie, wysypka, priapizm, reakcje alergiczne

## Preparaty
- Warfin (Orion Farma) – Warfarinum natricum, tabletki 3 mg i 5 mg[16].